# Tabanus tambaensis
Tabanus tambaensis är en tvåvingeart som beskrevs av Murdoch och Takahasi 1969. Tabanus tambaensis ingår i släktet Tabanus och familjen bromsar. Inga underarter finns listade i Catalogue of Life.